# 조반나 랄리
조반나 랄리(Giovanna Ralli, Grande Ufficiale OMRI, 1935년 1월 2일 ~ )는 이탈리아의 배우이다.

## 서훈
- 1995년 이탈리아 공화국 공로장 3등급(Commendatore OMRI)
- 2003년 이탈리아 공화국 공로장 2등급(Grande Ufficiale OMRI)